# Ла-Кросс (Індіана)
Ла-Кросс (англ. La Crosse) — місто (англ. town) в США, в окрузі Лапорт штату Індіана. Населення — 555 осіб (2020).

## Географія
Ла-Кросс розташована за координатами 41°19′4″ пн. ш. 86°53′23″ зх. д. / 41.31778° пн. ш. 86.88972° зх. д. (41.317741, -86.889819).  За даними Бюро перепису населення США в 2010 році місто мало площу 1,38 км², уся площа — суходіл.

## Демографія
Згідно з переписом 2010 року, у місті мешкала 551 особа в 227 домогосподарствах у складі 157 родин. Густота населення становила 401 особа/км².  Було 243 помешкання (177/км²).
Расовий склад населення:
| - 99,5 % — білих - 0,2 % — чорних або афроамериканців |

До двох чи більше рас належало 0,4 %. Частка іспаномовних становила 1,8 % від усіх жителів.
За віковим діапазоном населення розподілялося таким чином: 22,7 % — особи молодші 18 років, 66,6 % — особи у віці 18—64 років, 10,7 % — особи у віці 65 років та старші. Медіана віку мешканця становила 36,4 року. На 100 осіб жіночої статі у місті припадало 96,8 чоловіків;  на 100 жінок у віці від 18 років та старших — 96,3 чоловіків також старших 18 років.
Середній дохід на одне домашнє господарство  становив 56 052 долари США (медіана — 45 625), а середній дохід на одну сім'ю — 63 159 доларів (медіана — 49 844). Медіана доходів становила 54 375 доларів для чоловіків та 35 313 долари для жінок. За межею бідності перебувало 8,8 % осіб, у тому числі 5,6 % дітей у віці до 18 років та 3,0 % осіб у віці 65 років та старших.
Цивільне працевлаштоване населення становило 278 осіб. Основні галузі зайнятості: виробництво — 23,4 %, освіта, охорона здоров'я та соціальна допомога — 17,3 %, будівництво — 12,9 %, роздрібна торгівля — 10,4 %.